# Leonardo Pisculichi
Leonardo Nicolás Pisculichi (Kroatisch: Leonardo Nicolás Piškulić) (* 18. Januar 1984 in Rafael Castillo, Buenos Aires) ist ein ehemaliger argentinischer Fußballspieler kroatischer Herkunft.

## Karriere
Leonardo Pisculichi spielte zunächst beim hauptstädtischen Club Argentinos Juniors, wo er als Stürmer tätig war. Nachdem er auch in der argentinischen Juniorennationalmannschaft eingesetzt war, wechselte er im Januar 2006 zum spanischen Erstligaverein RCD Mallorca. Da ihm dort gesagt wurde, dass seine Chancen auf einen Stammplatz schlecht wären, wechselte er für 3,6 Mio. € zum Al-Arabi SC in Doha, Katar. Pisculichi spielte hauptsächlich in Angriffspositionen, in Doha wurde er im Mittelfeld eingesetzt. Hier spielte er bis 2012, dann ging er nach China zu Shandong Luneng Taishan. 2014 wechselte Pisculichi  zurück zu Argentinos Juniors und noch im selben Jahr zum River Plate. Mit dem Klub gewann er die Copa Sudamericana 2014 und die Copa Libertadores 2015. In die Saison 2017 startete der Spieler in Brasilien beim EC Vitória. Kurz nach Beginn der Série A 2017 kehrte zu Argentinos Juniors zurück. 2019 wechselte Pisculichi letztmalig. Er ging nach Spanien zum Burgos CF, wo er 2021 seine aktive Laufbahn beendete.

## Erfolge
al-Arabi
- Qatari Sheikh Jassim Cup: 2008, 2010, 2011

River Plate
- Copa Sudamericana: 2014
- Recopa Sudamericana: 2015
- Copa Libertadores: 2015

Vitória
- Staatsmeisterschaft von Bahia: 2017

Burgos
- Segunda División B: 2021